# پادیویتاگاما
پادیویتاگاما (به لاتین: Padiwitagama) یک منطقهٔ مسکونی در سری‌لانکا است که در استان مرکزی (سری‌لانکا) واقع شده‌است.